# Adrien Étienne Gaudez
Adrien Étienne Gaudez (Lione, 9 febbraio 1845 – Neuilly-sur-Seine, 23 gennaio 1902) è stato uno scultore francese.

## Biografia

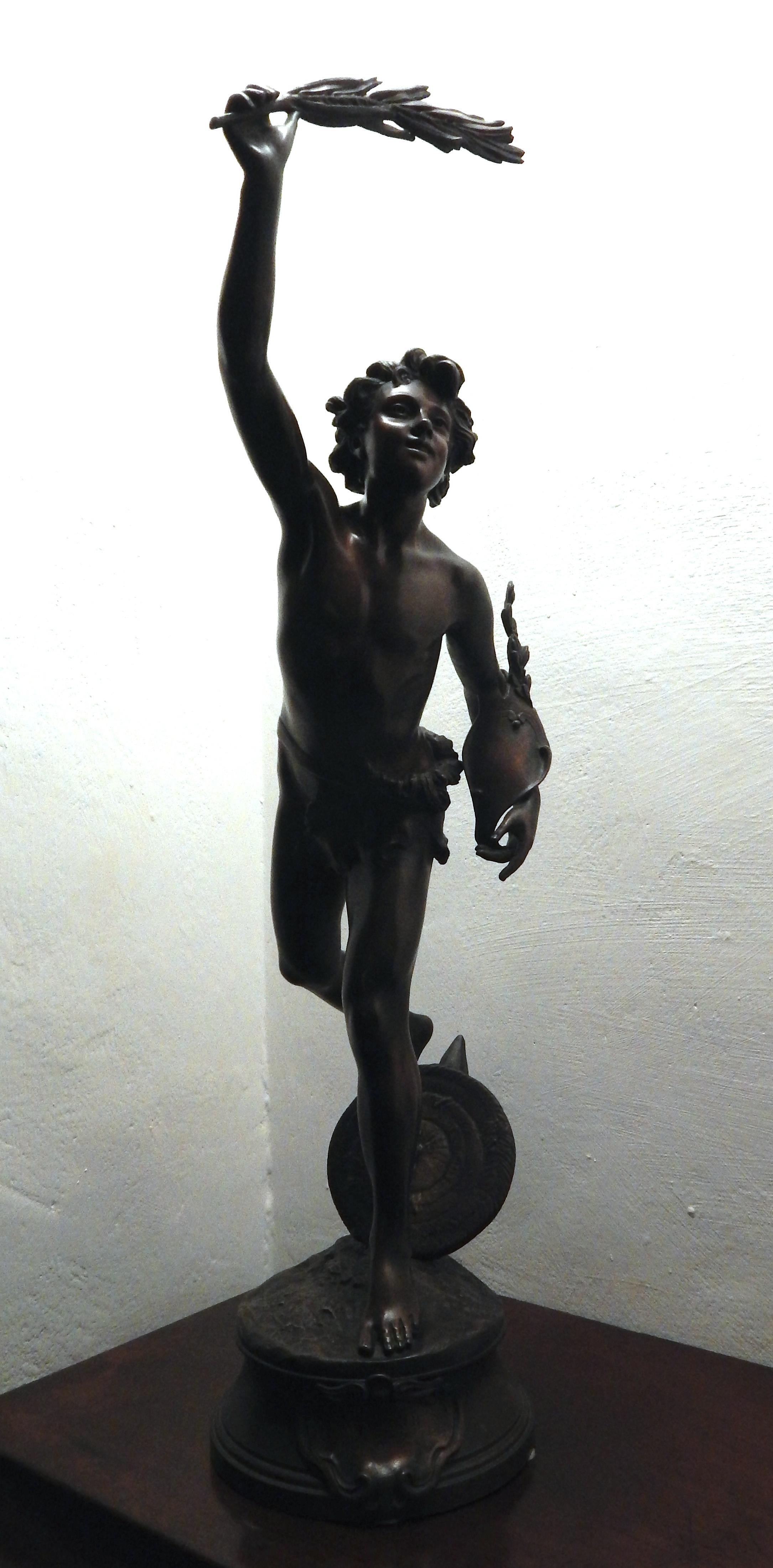
Bronzo raffigurante
Le Vainqueur (Il Vincitore), 1897, collezione privata.

Adrien Étienne Gaudez si trasferì a Parigi nel 1862 per iscriversi all'Ecole des beaux-arts de Paris dove, giovanissimo, divenne allievo dello scultore François Jouffroy, insieme ai giovani Jules Blanchard e Léopold Morice. Distintosi per buone capacità artistiche, debuttò come scultore al Salon del 1864 dove espose le sue prime opere in bronzo.
Chiamato alle armi per accorrere alla guerra franco-prussiana, nel 1870 fu recluso come prigioniero di guerra a Magdeburgo. Durante la prigionìa gli fu concesso di scolpire il monumento ai soldati francesi caduti in guerra ed esso fu collocato nel cimitero della città tedesca.
Ritornato in patria Gaudez continuò a dedicarsi alla scultura con successo, partecipando a numerose esposizioni e realizzando autonomamente una mostra personale nell'ottobre del 1883.
Divenuto ormai un personaggio noto nell'ambiente artistico parigino, gli vennero commissionati anche alcuni monumenti commemorativi per Parigi e per il sobborgo residenziale Neuilly-sur-Seine, dove visse fino alla sua morte avvenuta nel 1902.

## Opere
L'opera di Gaudez comprende una vasta produzione di sculture bronzee di piccolo formato, trofei e monumenti lapidei.

### Bronzi
- Gloire au travail, bronzo, 1890
- Le Vainqueur, bronzo, 1897
- Le retour des hirondelles, bronzo,
- Le Devoir, bronzo
- Busto di Louis Pasteur, bronzo

### Monumenti
- Monumento a Florian, Alès
- Monumento commemorativo della guerra del 1870, dedicato ai caduti dell'arrondissement di Remiremont, inaugurato dal ministro dell'istruzione Raymond Poincaré nel 1892.
- Statua di Hébé, Neuilly-sur-Seine
- Statua di Antoine Augustin Parmentier, Neuilly-sur-Seine[2]
- Statua di Jean-Rodolphe Perronet, Neuilly-sur-Seine